# Zonosaurus madagascariensis
Zonosaurus madagascariensis — вид ящірок родини геррозаврових (Gerrhosauridae). Мешкає на Мадагаскарі та на Сейшельських Островах.

## Підвиди
Виділяють два підвиди:

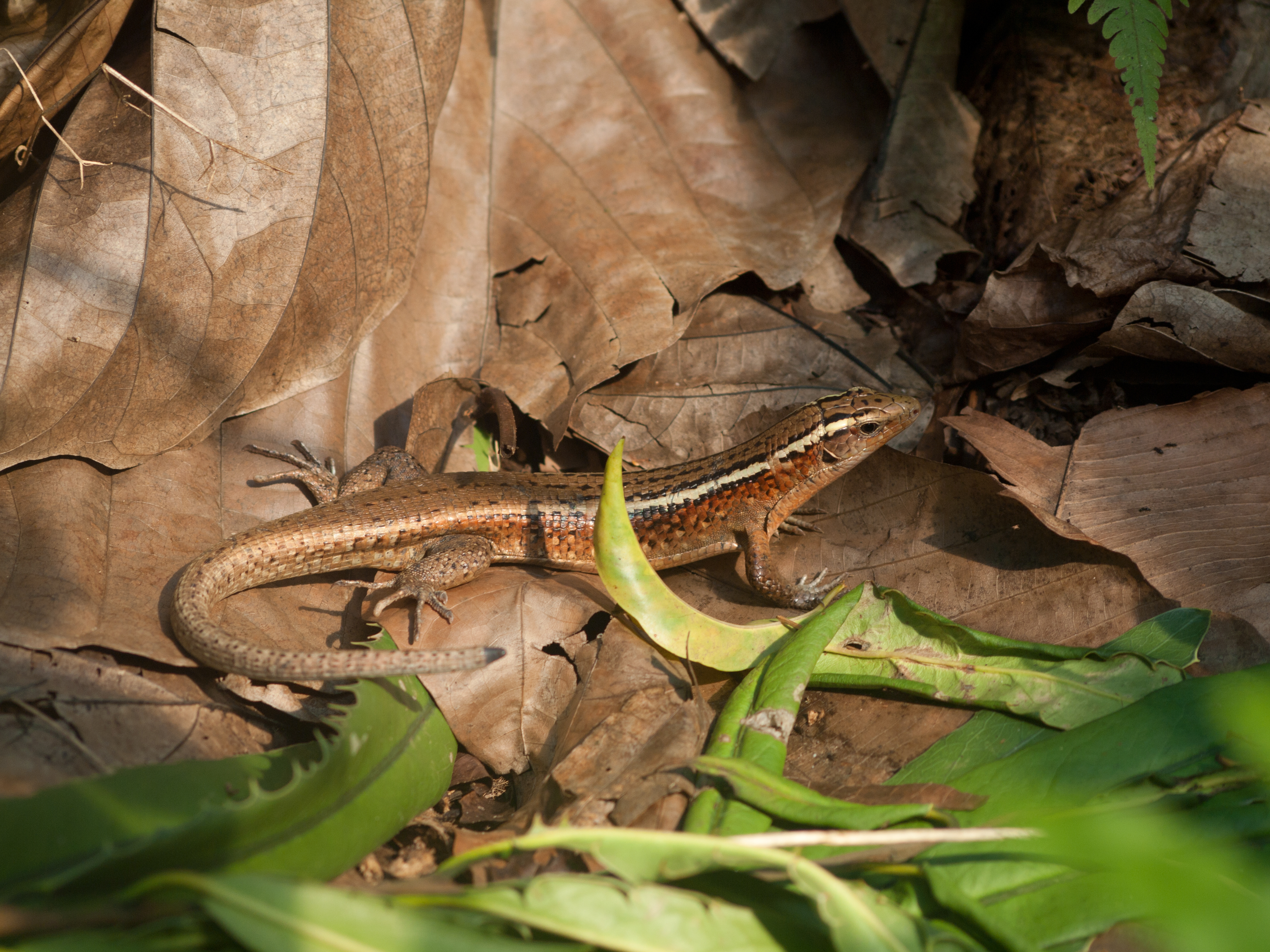
Zonosaurus madagascariensis

- Zonosaurus madagascariensis madagascariensis (Gray, 1845) — Мадагаскар і сусідні острови Нусі-Бе, Нусі-Комба, Нусі-Сакатія[nl] і Нусі-Танікелі[nl].
- Zonosaurus madagascariensis insulanus Brygoo, 1985 — острови Глорйоз і Космоледо[en] (Зовнішні Сейшельські острови).

## Поширення і екологія
Zonosaurus madagascariensis широко поширені по всьому острову Мадагасар, а  також на сусідніх стровах, зокрема на деяких островах Сейшельського архіпелагу. Вони живуть в різноманітних природних середовищах, зокрема в тропічних лісах, чагарникових заростях і саванах, на прибережних дюнах, на полях і пасовищах, в садах і поблизу людських поселень.